# セティアブディ13事件
セティアブディ13事件はインドネシアのジャカルタ、SetiabudiのJenderal Sudirman通りで発生した未解決の殺人事件。1981年11月23日に被害者の遺体が発見され、その遺体が13の部分に切断されていたことから「セティアブディ13事件」と呼ばれている。 その残虐性と捜査の不透明さから、この事件はインドネシアで最も初期の猟奇的殺人事件の一つであり、最も謎めいた事件の一つとして知られている。
法医学者ムニム・イドリスがその遺体の解剖調査を担当した。 彼はその事件を、これまで扱った中で最も残虐で、最も印象に残る事件だと述べた。